# 新疆河流列表
新疆河流列表，列舉全部或部分在新疆維吾爾自治區境內的河流，並依照流域排列；支流則由河口至源頭排序。

## 北冰洋流域
- 鄂畢河
  - 额尔齐斯河：跨國河流，下游流入哈薩克、俄羅斯境內
    - 布爾津河

## 印度洋流域
- 印度河
  - 什約克河
    - 羌臣摩河
      - 空朗昌波河
        - 昌隆河：跨國河流，下游位於印度境內，中上游位於中印邊界爭議的阿克賽欽地區。

    - 加勒萬河：跨國河流，下游位於印度境內，中上游位於中印邊界爭議的阿克賽欽地區。
    - 西大溝：跨國河流，下游位於印度境內，中上游位於中印邊界爭議的阿克賽欽地區。
      - 天南河：跨國河流，下游位於印度境內，中上游位於中印邊界爭議的阿克賽欽地區。

    - 奇普恰普河：：跨國河流，下游位於印度境內，中上游位於中印邊界爭議的阿克賽欽地區。

## 內流區

### 注入巴爾喀什湖
- 伊犁河：跨國河流，下游位於哈薩克境內
  - 霍爾果斯河：跨國河流，中國、哈薩克界河
  - 喀什河
  - 鞏乃斯河
  - 特克斯河：跨國河流，上游位於哈薩克境內

### 注入恰拉水庫
- 塔里木河
  - 孔雀河：現已無水注入塔里木河
    - 開都河

  - 渭干河：現已無水注入塔里木河
  - 和田河
  - 阿克蘇河
  - 葉爾羌河
    - 克勒青河：跨國河流，中游有一段為中國、巴基斯坦界河
      - 克里滿河：跨國河流，中國、巴基斯坦界河

  - 喀什喀爾河：現已無水注入塔里木河

### 注入哈拉湖
- 疏勒河
  - 黨河

### 注入瑪納斯湖
- 瑪納斯河

### 注入烏倫古湖
- 烏倫古河

### 注入達布遜湖
- 格爾木河

### 注入額敏湖
- 額敏河